# Milford (Michigan)
Pour les articles homonymes, voir Milford.
Milford est un village du comté d'Oakland, dans l'État du Michigan, aux États-Unis. En 2020, il comptait une population de 6 520 habitants.